# 作田久男
作田 久男（さくた ひさお、1944年9月6日 - ）は、日本の経営者。オムロン社長、会長を務めた。

## 来歴・人物
愛知県名古屋市出身。1968年に慶應義塾大学工学部を卒業し、同年に立石電機(のちのオムロン)に入社した。1995年6月に取締役に就任し、1999年6月に常務、2001年6月に専務を経て、2003年6月に社長に就任。2011年6月に会長に就任。2013年にはルネサスエレクトロニクス会長に就任。2012年3月からNHK経営委員を務めた。